# (541065) 2018 FU5
(541065) 2018 FU5 es un asteroide perteneciente al cinturón de asteroides descubierto el 7 de diciembre de 2005 por el equipo del Catalina Sky Survey desde el Catalina Sky Survey, Arizona, Estados Unidos.

## Designación y nombre
Designado provisionalmente como 2018 FU5.

## Características orbitales
2018 FU5 está situado a una distancia media del Sol de 2,424 ua, pudiendo alejarse hasta 2,626 ua y acercarse hasta 2,222 ua. Su excentricidad es 0,083 y la inclinación orbital 5,215 grados. Emplea 1378,88 días en completar una órbita alrededor del Sol.

## Características físicas
La magnitud absoluta de 2018 FU5 es 17,1. Tiene 2,133 km de diámetro y su albedo se estima en 0,067. 